# Zacatecas (stato)
Zacatecas è uno stato del Messico situato nella parte centro-settentrionale del paese. La sua capitale è Zacatecas. Confina a nord con Coahuila e Nuevo León, ad est con San Luis Potosí, a sud con Aguascalientes, Jalisco e Guanajuato e a ovest con Nayarit e Durango.
Le città principali sono Fresnillo e Guadalupe.
Il territorio dello Stato è prevalentemente montuoso essendo attraversato da una catena laterale della Sierra Madre Occidentale. Non vi sono fiumi di rilievo, solo i torrenti del Aguanaval a nord e Guazamota, Bolanos and Juchipila a occidente, gli ultimi tre sono affluenti del Rio Grande de Santiago.
L'industria principale è quella estrattiva, vi si trovano miniere di argento, mercurio, rame, ferro, piombo, bismuto, antimonio e sale.

## Storia
Lo stato federale era abitato prima dell'arrivo degli spagnoli da diverse tribù di indios, tra i quali si possono ricordare i Caxcanes, i Tecuexes, gli Hachichiles, gli Huicholes, i Coras e i Tepehuano, tutti estinti ad eccezione degli ultimi tre.

### Siti archeologici

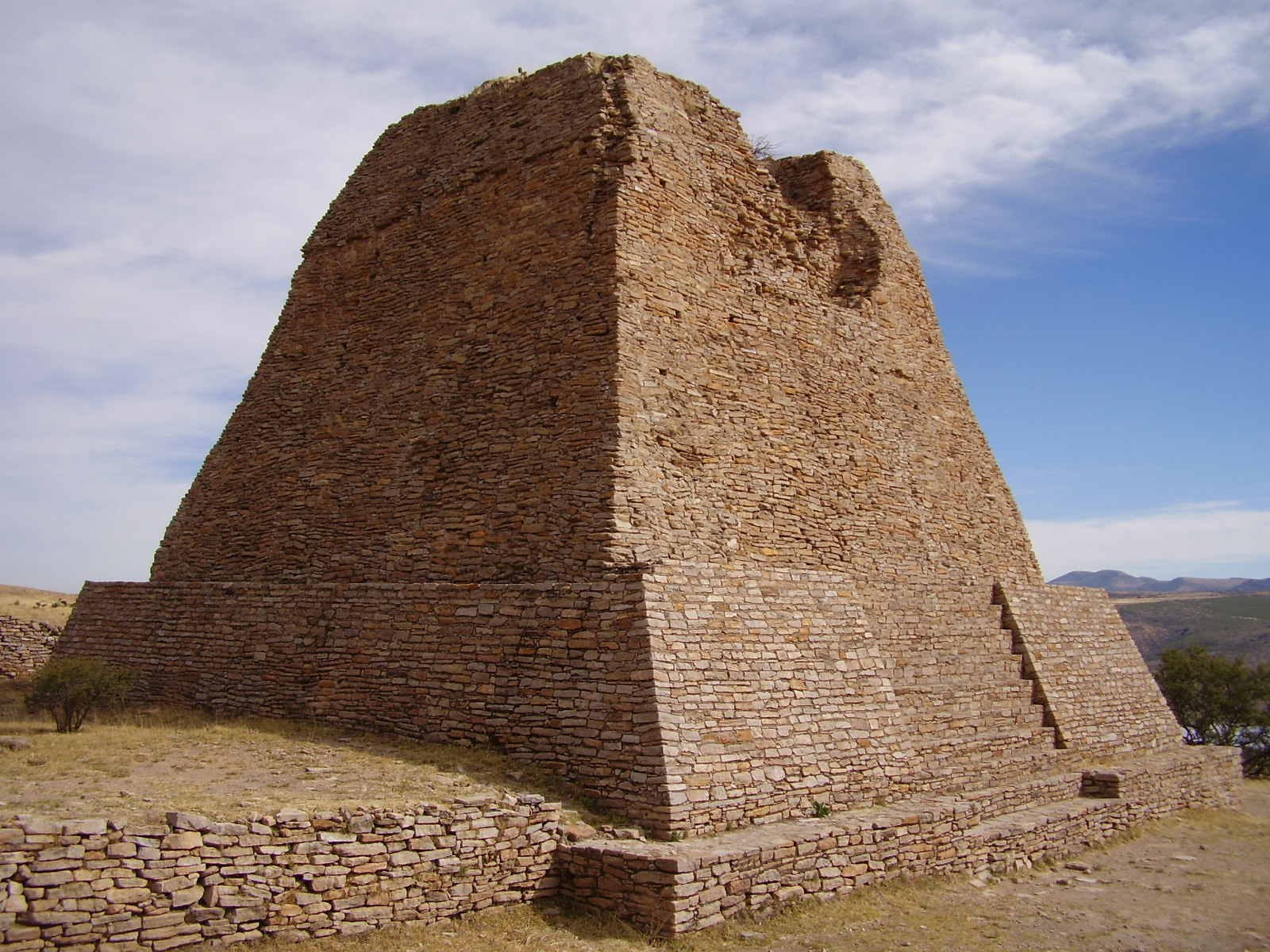
Piramide di La Quemada

I più famosi siti archeologici sono La Quemada e Chalchihuites; oltre a questi vi sono un gran numero di altri piccoli luoghi di scavo, tra cui si ricordano Teul de Gonzáles Ortega ed Estación Canutillo.

## Origine del nome
In lingua nahuatl il nome significa terra dove cresce l'erba zacate.

## Società

### Evoluzione demografica

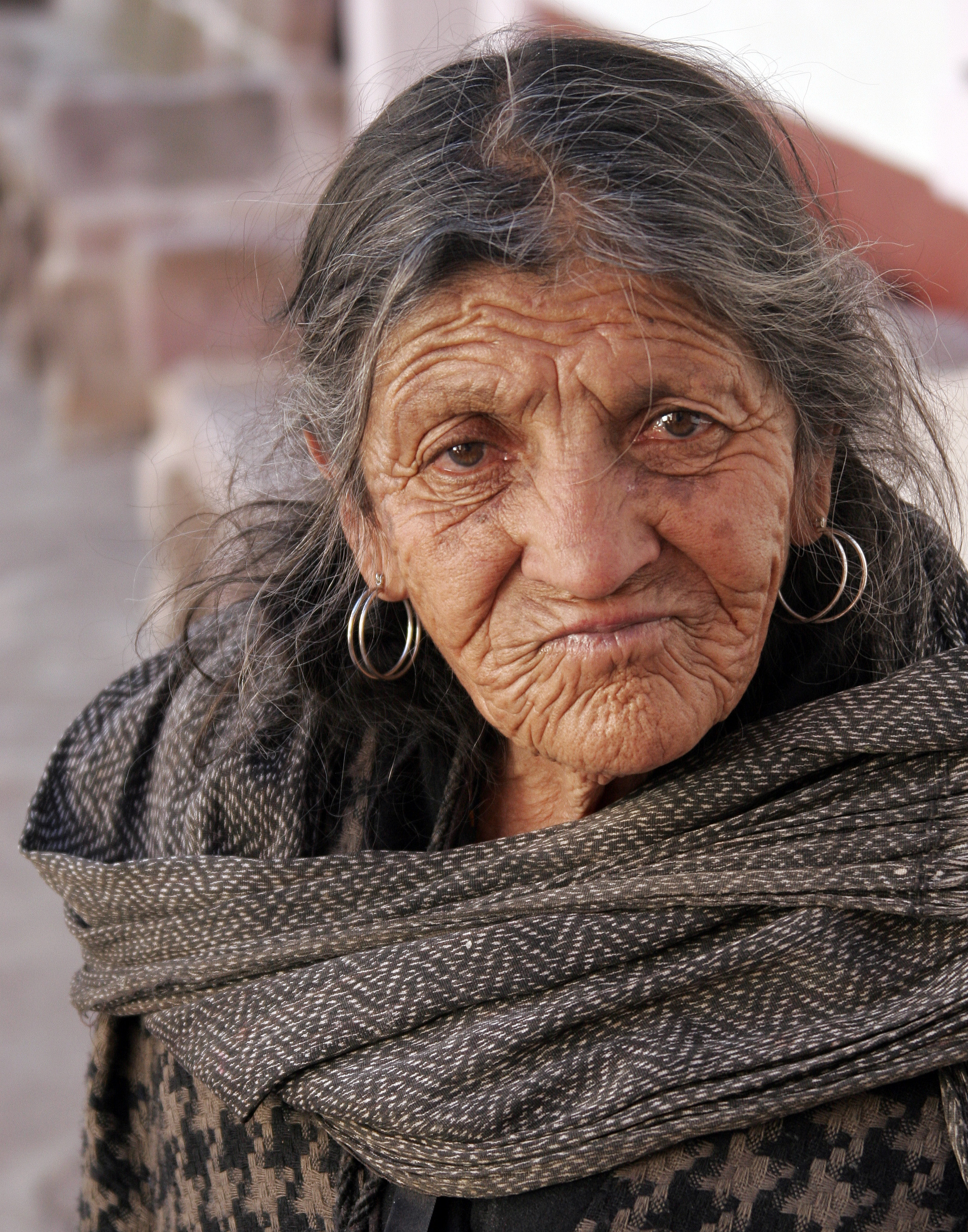
Anziana zacateca

Lo Stato di Zacatecas ha avuto 1.375.000 abitanti censiti nel 2003. Nel 1900 aveva 462.190 abitanti. Circa l'85% della popolazione è meticcio e 15% è bianco. Nell'anno 2000, Zacatecas ha avuto la più piccola percentuale di popolazione indigena nel Messico: 0.3%. Soltanto la popolazione di Aguascalientes ha meno indigeni (3.472); Zacatecas ha 4.039 indigeni.
Abitanti censiti (in migliaia)

## Geografia antropica

### Suddivisioni amministrative
Lo Stato di Zacatecas è suddiviso in 58 municipalità (Municipalidades).
| Codice INEGI | Municipio                    | Capoluogo municipale         | Data di creazione | Popolazione (2010) | Area (km²) |
| ------------ | ---------------------------- | ---------------------------- | ----------------- | ------------------ | ---------- |
| 001          | Apozol                       | Apozol                       | 1863              | 6314               | 292,94     |
| 002          | Apulco                       | Apulco                       | 1918              | 5005               | 202,72     |
| 003          | Atolinga                     | Atolinga                     | 1824              | 2692               | 280,98     |
| 004          | Benito Juárez                | Florencia                    | 1962              | 4372               | 328,26     |
| 005          | Calera                       | Víctor Rosales               | 1868              | 39917              | 388,53     |
| 006          | Cañitas de Felipe Pescador   | Cañitas de Felipe Pescador   | 1958              | 8239               | 449,18     |
| 007          | Concepción del Oro           | Concepción del Oro           | 1857              | 12803              | 2583,98    |
| 008          | Cuauhtémoc                   | San Pedro Piedra Gorda       | 1869              | 11915              | 323,51     |
| 009          | Chalchihuites                | Chalchihuites                | 1824              | 10565              | 899,59     |
| 010          | Fresnillo                    | Fresnillo                    | 1824              | 213139             | 5092,92    |
| 011          | Trinidad García de la Cadena | Trinidad García de la Cadena | 1869              | 3013               | 307,70     |
| 012          | Genaro Codina                | Genaro Codina                | 1824              | 8104               | 796,57     |
| 013          | General Enrique Estrada      | General Enrique Estrada      | 1964              | 5894               | 196,71     |
| 014          | General Francisco R. Murguía | Nieves                       | 1824              | 21974              | 5024,72    |
| 015          | El Plateado de Joaquín Amaro | El Plateado de Joaquín Amaro | 1862              | 1609               | 354,83     |
| 016          | General Pánfilo Natera       | General Pánfilo Natera       | 1928              | 22346              | 463,97     |
| 017          | Guadalupe                    | Guadalupe                    | 1821              | 159991             | 773,31     |
| 018          | Huanusco                     | Huanusco                     | 1869              | 4306               | 372,14     |
| 019          | Jalpa                        | Jalpa                        | 1824              | 23557              | 717,64     |
| 020          | Jerez                        | Jerez de García Salinas      | 1824              | 57610              | 1541,75    |
| 021          | Jiménez del Teul             | Jiménez del Teul             | 1857              | 4584               | 1199,58    |
| 022          | Juan Aldama                  | Juan Aldama                  | 1824              | 20543              | 625,61     |
| 023          | Juchipila                    | Juchipila                    | 1824              | 12284              | 338,54     |
| 024          | Loreto                       | Loreto                       | 1931              | 48365              | 429,37     |
| 025          | Luis Moya                    | Luis Moya                    | 1857              | 12234              | 177,48     |
| 026          | Mazapil                      | Mazapil                      | 1824              | 17813              | 12 138,60  |
| 027          | Melchor Ocampo               | Melchor Ocampo               | 1872              | 2662               | 1979,12    |
| 028          | Mezquital del Oro            | Mezquital del Oro            | 1824              | 2584               | 486,89     |
| 029          | Miguel Auza                  | Miguel Auza                  | 1824              | 22296              | 1105,48    |
| 030          | Momax                        | Momax                        | 1857              | 2529               | 161,45     |
| 031          | Monte Escobedo               | Monte Escobedo               | 1830              | 8929               | 1610,86    |
| 032          | Morelos                      | Morelos                      | 1869              | 11493              | 181,24     |
| 033          | Moyahua de Estrada           | Moyahua de Estrada           | 1824              | 4563               | 540,72     |
| 034          | Nochistlán de Mejía          | Nochistlán de Mejía          | 1824              | 27932              | 877,05     |
| 035          | Noria de Ángeles             | Noria de Ángeles             | 1824              | 15607              | 408,33     |
| 036          | Ojocaliente                  | Ojocaliente                  | 1824              | 40740              | 643,52     |
| 037          | Pánuco                       | Pánuco                       | 1824              | 16875              | 588,28     |
| 038          | Pinos                        | Pinos                        | 1824              | 69844              | 3167,73    |
| 039          | Río Grande                   | Río Grande                   | 1861              | 62693              | 1839,28    |
| 040          | Saín Alto                    | Saín Alto                    | 1824              | 21533              | 1411,92    |
| 041          | El Salvador                  | El Salvador                  | 1920              | 2710               | 653,80     |
| 042          | Sombrerete                   | Sombrerete                   | 1824              | 61188              | 3607,58    |
| 043          | Susticacán                   | Susticacán                   | 1827              | 1360               | 200,84     |
| 044          | Tabasco                      | Tabasco                      | 1824              | 15656              | 406,63     |
| 045          | Tepechitlán                  | Tepechitlán                  | 1857              | 8215               | 544,71     |
| 046          | Tepetongo                    | Tepetongo                    | 1824              | 7090               | 724,01     |
| 047          | Teúl de González Ortega      | Teúl de González Ortega      | 1833              | 5506               | 676,38     |
| 048          | Tlaltenango de Sánchez Román | Tlaltenango de Sánchez Román | 1824              | 25493              | 746,45     |
| 049          | Valparaíso                   | Valparaíso                   | 1829.             | 33323              | 5714,16    |
| 050          | Vetagrande                   | Vetagrande                   | 1825.             | 9353               | 161,42     |
| 051          | Villa de Cos                 | Villa de Cos                 | 1824              | 34328              | 6554,04    |
| 052          | Villa García                 | Villa García                 | 1861              | 18269              | 341,81     |
| 053          | Villa González Ortega        | Villa González Ortega        | 1869              | 12893              | 416,35     |
| 054          | Villa Hidalgo                | Villa Hidalgo                | 1880              | 18490              | 365,76     |
| 055          | Villanueva                   | Villanueva                   | 1824              | 29395              | 2179,50    |
| 056          | Zacatecas                    | Zacatecas                    | 1824              | 138176             | 442,17     |
| 057          | Trancoso                     | Trancoso                     | 2000              | 16934              | 220,95     |
| 058          | Santa María de la Paz        | Santa María de la Paz        | 2005              | 2821               | 279,77     |